# انعدام الوزن

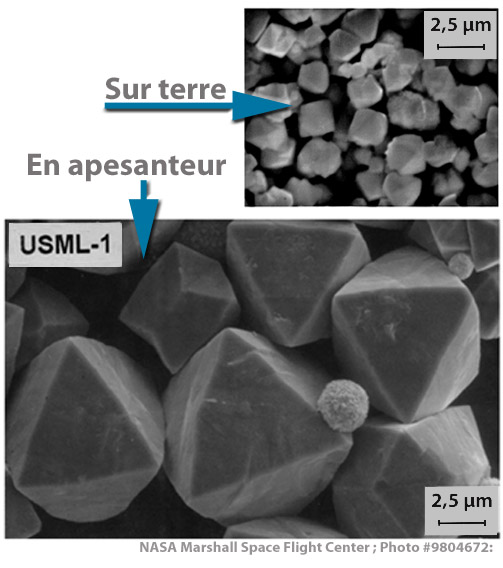
بلورات الزيوليت التي نمت على الأرض (في الأعلى) هي أصغر وأقل انتظاما من تلك المنتجة في انعدام الوزن (في الأسفل). هذه التجربة التي أجريت في مركز معالجة المواد الجاذبية الصغرى بجامعة نورث إيسترن في بوسطن، للوصول إلى فهم أفضل لتوليف الزيوليت بغرض تحسين عملية معالجة النفط وخفض تكاليف الوقود البترولي.

انعدام الوزن (بالإنجليزية: Weightlessness)‏ أو انعدام قوة جي  هي الحالة التي يكون فيها نظام معين بدون تسارع، ناجم عن الجاذبية أو أي قوى أخرى لا يمكن قياسها بواسطة مراقب داخل النظام المعني. ويشمل ذلك حالات السقوط الحر، كالحالات التي يكون فيها النظام بعيدا عن أي مصدر للجاذبية بحيث يمكن إهماله.
من الناحية التقنية، لا يكون الجسم في حالة انعدام الوزن عندما يكون في السقوط الحر إذا كان كبيرا بما فيه الكفاية، أو إذا كان مجال الجاذبية مكثفا بما فيه الكفاية وغير موحدة، بحيث يكون الجسم عرضة لقوى مد وجزر هامة.
يمكن أيضا في بعض الأحيانا استعمال مصطلح «الجاذبية الصغرى» لوصف حالة انعدام الوزن. لا ينبغي أن نتحدث عن الجاذبية الصغرى، سوى في حالة وضعيات بعيدة جدا عن الأرض، وأي نجم آخر يولد مجالا جاذبا، أو أيضا في نقاط لاغرانج حيث تكون حقول الجاذبية التي «تلغي بعضها البعض»، بين الأرض والقمر على سبيل المثال.

## السبب
لا تنتج حالة انعدام الوزن بسبب بعد الأرض أو أي جسم سماوي جاذب آخر: على سبيل المثال التسارع الناجم عن الجاذبية على ارتفاع 100 كم هو أقل بنسبة 3 في المائة فقط من ذلك الذي على سطح الأرض. يمكن الشعور بانعدام الوزن عندما يكون التسارع مساويا للجاذبية، وهذا يعطي أيضا حالة يقرب فيها حقل الجاذبية من الصفر.
مقدار القوة التي تؤثر بها الأرض على الجسم هي وزنه الفعلي، في حين أن قياس الوزن فإن الميزان يقرأ الوزن الظاهري، الذي نشعر به (قوة رد فعل السطح الذي يوجد عليه الجسم). في العادة يكون الشعور بالوزن وليس قوة الانجداب التي تمارسها الأرض (أو أي نجم آخر) علينا. يحدث الاختلاف بين الوزن الفعلي والوزن الظاهري عندما يكون الجسم في حالة تسارع رأسي إما إلى الأعلى أو إلى الأسفل وما يؤكد ذلك هو تجربة قياس الوزن داخل المصعد في حالات مختلفة. وهكذا، يمكن الشعور بانعدام الوزن على سبيل المثال عندما نكون في سقوط الحر، أو في مدار حر حول الأرض (حالة رواد الفضاء). وذلك لأن رواد الفضاء والمقصورة الخاصة بهم قريبون جدا من بعضها البعض، حيث يسقون جميعهم بنفس التسارع.
افترض ألبرت أينشتاين وجود تكافؤ كلي بين السقوط الحر وانعدام الجاذبية: لا يمكن لأي تجربة فيزيائية أو مقياس التفريق بين حالة سقوط حر وحالة انعدام الجاذبية. هذا هو مبدأ التكافؤ في  نظرية النسبية العامة. ويكون هذا التكافؤ محليا فقط، بالنسبة للأشياء المتمركزة. انطلاقا من جسم ذي نطاق معين، يمكن قياس قوى المد والجزر التي تمارس ضغوطا على هذا الجسم في مجال جاذبية غير منتظم (عادة مجال الجاذبية حول كوكب حيث تكون متجهات القوة موجهة إلى مركز الكوكب، وبالتالي فهي ليست متوازية). في هذه الحالة، لا يمكن التكلم بدقة عن حالة انعدام الوزن، هذه القوى غالبا ما تكون ضئيلة نظرا لضعف حقول الجاذبية وصغر الأجسام أمام مصدر الجاذبية.

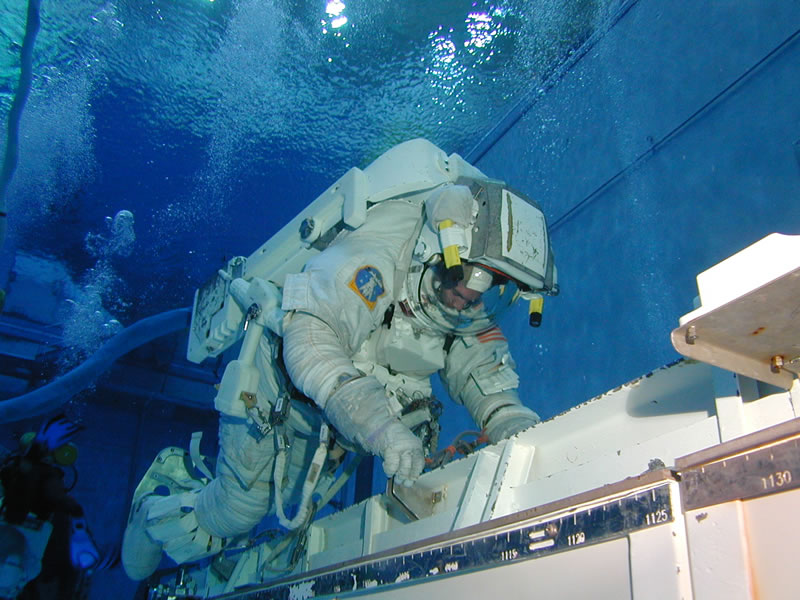
تدريب رواد الفضاء في حوض سباحة ضخم بمختبر الطفو المحايد في هيوستن (تكساس).

يمكن أن ملاحظة وضع مشابه لانعدام الوزن عندما تكون آثار مبدأ أرخميدس معارضة للجاذبية. يستغل هذا النوع من التكافئ، على سبيل المثال،
لتدريب رواد الفضاء على المناورة في الفضاء. يتم ذلك في حوض سباحة، يتم فيه تسخير زخم أرخميدس لابقاء رواد الفضاء في وضع معلق. مع ذلك، وعلى عكس قوى الجاذبية أو التسارع، فإن قوة أرخميدس لا تعمل على الأذن الداخلية، التي تسيطر على التوازن. لذلك، فإن تدريب رواد الفضاء يتم بشكل متواصل في حوض سباحة، على وجه التحديد، ليتمكنو من التمييز بين الأعلى والأسفل، الأمر الذي لايوجد في الفضاء.

## بيئات انعدام الوزن

### تأثير انعدام الوزن في طائرات مسار القطع المكافئ

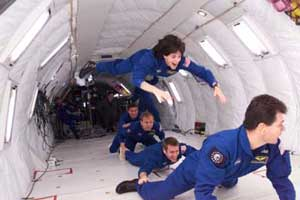
رواد الفضاء في حالة انعدام الوزن على متن "طائرة ذات مسار القطع المكافئ"(وسيلة لخلق حالة انعدام الوزن).

استخدمت الطائرات على وجه التحديد منذ سنة 1959، بغرض خلق بيئة انعدام الوزن لتدريب رواد الفضاء، وإجراء البحوث، بالإضافة لتصوير الأفلام، وذلك لانهاها مضمونة وأقل تكلفة. في العادة يطلق على هذه الطائرات اسم "Vomit Comet" وهي طائرات تعتمد في تحليقها على مناورات تأخذ شكل مسار القطع المكافئ.
لخلق بيئة انعدام الوزن بداخل الطائرة، تقوم هذه الأخيرة بعدة مناورات في الجو متبعة مسارات قطع مكافئ، فبعد قيامها بطيران أفقي ثابت تقوم الطائرة عند ارتفاع يبلغ حوالي 7 كيلومترات بالصعود بسرعة عالية وبميلان يعادل 45 درجة؛ تستمر هذه المرحلة لمدة تقترب من 20 ثانية يمر خلالها الركاب بتسارع رأسي يساوي 1.8 جي، الشئ الذي يجعلهم يشعرون بأن أوزانهم قد تضاعفت، ثم يتم تخفيض الدفع للحد الذي يعادل فيه قوة مقاومة المائع (الهواء)، ليصبح حاصل مجموع القوى المؤثرة على الطائرة في الاتجاه الموازي لسطح الأرض صفرا.
تقترب قوة الرفع من الصفر تقريبا مما يجعل الطائرة في حالة سقوط حر تحت تأثير الجاذبية فقط، متخذة مسار جسم مقذوف. تستمر هذه المرحلة لمدة تتراوح ما بين 15 و 20 ثانية يختبر خلالها ركاب الطائرة حالة انعدام الوزن. في المرحلة الثالثة والأخيرة يتم زيادة سرعة الطائرة وهي في حالة انحدار (30 درجة نحو الأرض) للخروج من حالة السقوط الحر فتصبح الطائرة تحت تأثير عجلة تساوي 1.8 جي لمدة 20 ثانية؛ بعدها تعود الطائرة من جديد للطيران الأفقي أو يتم إعادة التجربة مرة أخرى.

## تأثير انعدام الوزن في الفضاء

### على الإنسان
التواجد على متن محطات فضائية، في ظل انعدام الوزن قد يجلب معه بعض الآثار الضارة بالنسبة لصحة الإنسان.
على مدى سنوات من التطور، تكيف البشر بشكل جيدا مع الظروف المادية على سطح الأرض. وبشكل طبيعي تعتبر حالة انعدام الوزن ظرفا دخيلا وغير عادي بالنسبة لجسم الإنسان، إذ وبعد قضاء فترة طويلة في ظروف انعدام الوزن، تبدأ مختلف النظم الفسيولوجية على مستوى الجسم في التغيير والضمور. بالرغم من أن هذه التغييرات تكون عادة مؤقتة، إلا أنه يمكنها التسبب في حدوث مشاكل صحية على المدى الطويل.
المشكلة الأكثر شيوعا التي يواجهها البشر خلال الساعات الأولى من انعدام الوزن، تعرف باسم متلازمة التأقلم في الفضاء (SAS)، ويشار إليها عادة باسم «مرض الفضاء». وتشمل أعراض هذا الأخير كلا من الغثيان والقيء، الدوار، الصداع، الخمول، والشعور العام بالضيق. ذكرت أول حالة من متلازمة التأقلم في الفضاء من قبل رائد الفضاء غيرمان تيتوف في سنة 1961. ومنذ ذلك الحين، ظهرت أعراض هذا المرض عند حوالي 45 في المائة من جميع البشر الذين رحلوا الفضاء. تختلف المدة التي تفصل بين ظهور أعراض المتلازمة وتكيف الجسم مع بيئة الفضاء الجديد، لكن في المعدل يمكن أن تستمر إلى أكثر من 72 ساعة.
تشمل أهم الآثار الجانبية لحالة انعدام الوزن على المدى الطويل ضمور العضلات وتدهورا الهيكل العظمي. يمكن التقليل من هذه الآثار إلى أدنى حد بواسطة اتباع نظام خاص يقوم على ممارسة تمرين رياضي لتدريب العضلات مثل تمارين الدراجة. يرتدى رواد الفضاء المعرضون لفترات طويلة لانعدام الوزن، سراويل خاصة تتضمن عصابات مرنة بين الخصر والمعصمين تعمل على ضغط عظام الساق وتقليل نسبة الإصابة بهشاشة العظام. بالإضافة إلى ذلك يمكن أن تشمل الآثار الهامة الأخرى إعادة توزيع السوائل (مما يتسبب في ظهور ما يعرف بحالة «وجه القمر»)،  تباطؤ تدفق الدم إلى نظام القلب والأوعية الدموية،  انخفاض إنتاج كريات الدم الحمراء، اضطرابات التوازن وضعف الجهاز المناعي. مع أعراض أخرى بسب أقل تتمثل في فقدان كتلة الجسم، احتقان الأنف، اضطرابات النوم، امتلاء البطن بالغازات وتورم في الوجه.
بالإضافة إلى ذلك، يمكن أن يعاني رواد الفضاء خلال بعثات الفضاء الطويلة مشاكل خطيرة في الرؤية.
يمكن أن تشكل مصدر قلق كبير لبعثات الفضاء الطويلة الأمد، بما فيها رحلة الفضاء المأهولة المبرمجة إلى سطح المريخ. التعرض لمستويات عالية من الإشعاع يمكن له هو الآخر التأثير على تطور تصلب الشرايين.
في 31 ديسمبر 2012، ذكرت إحدى الدراسات التي تدعمها وكالة ناسا أن الرحلات المأهولة يمكن أن تتسبب فب تضرر أدمغة رواد الفضاء وتسريع ظهور مرض آلزهايمر.

### على غير البشر
لاحظ علماء روس وجود اختلافات بين الصراصير التي تنتشر في الفضاء ونظيراتها على الأرض. بعد ان اصطحبوها معهم بغرض إجراء تجارب عليها، بدأت هذه الصراصير بشكل غير متوقع بالنمو بسرعة، ثم أصبحت أسرع وأقوى.
كشفت تجربة أجريت في مكوك فضائي سنة 2006 أن سالمونيلا التيفيموريوم (Salmonella typhimurium)، وهي بكتيريا يمكنها التسبب في التسمم الغذائي أصبحت أكثر فتكا بعدما تم زرعها في الفضاء.
في 29 أبريل 2013، أفاد علماء من معهد البوليتكنيك في رينسيلار بتمويل من وكالة ناسا، أنه أثناء الرحلات الفضائية على متن محطة الفضاء الدولية، بدى أن الميكروبات تتكيف مع البيئة الفضائية بطرق «لم تتم ملاحظتها على الأرض» وبطرق «يمكن أن تؤدي إلى زيادة في نموها وحدتها».
في ظل ظروف اختبار معينة، لوحظ أن الميكروبات تزدهر في شبه حالة انعدام الوزن بالفضاء  وتبقى على قيد الحياة في فراغ الفضاء الخارجي.